# Heterotopia (filosofia)

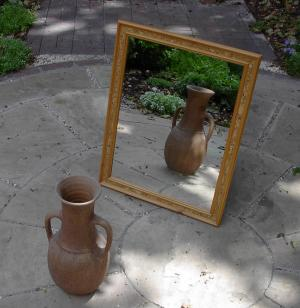
O espelho é uma heterotopia de ilusão por unir a realidade com a não-realidade.

Heterotopia (aglutinação de hetero = outro + topia = espaço) é um conceito da geografia humana, elaborado pelo filósofo Michel Foucault, que descreve lugares e espaços que funcionam em condições não hegemônicas. Foucault usa o termo heterotopia para descrever espaços que têm múltiplas camadas de significação ou de relações a outros lugares e cuja complexidade não pode ser vista imediatamente.
Para Foucault, a heterotopia por excelência é o navio. “A maior reserva de imaginação do Séc. XVI, nas civilizações sem barcos, a espionagem substitui a aventura e a polícia substitui os piratas”. 
Estes são os espaços das alteridades, que não estão nem aqui nem lá, que são simultaneamente físicos e mentais, tais como o espaço de uma chamada telefônica ou o momento em que alguém se vê ao espelho.

## Princípios

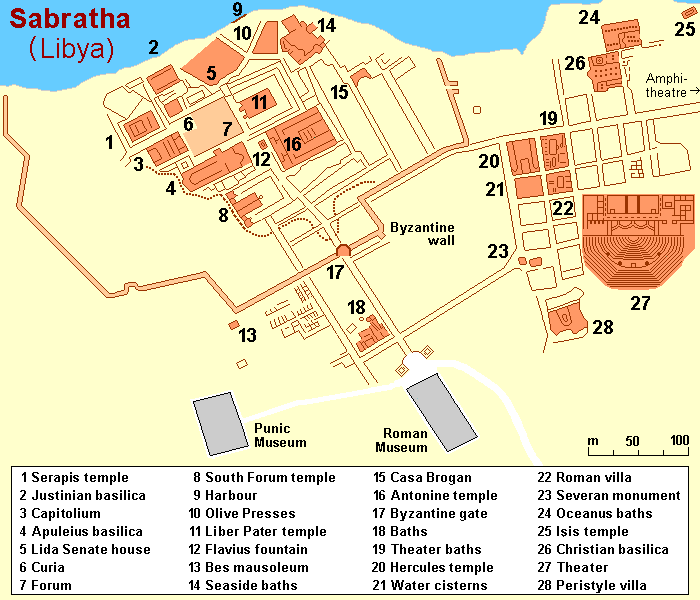
Heterotopias são locais restritos que se distinguem de seus arredores por sua função, complexidade e características de integrar múltiplos fatores.

Os seis princípios definem heterotopias:
1. Todas as culturas formaram heterotopias por toda a história da humanidade;
2. Heterotopias variam em funcionalidade com o passar do tempo e de acordo com a cultura;
3. Heterotopias podem unir múltiplos espaços incompatíveis entre si;
4. Heterotopias podem conectar diferentes períodos de tempo;
5. Heterotopias são locais separados da sociedade e com regras limitando a entrada e saída;
6. Heterotopias têm uma função relacionada ao espaço ao redor.

## Tipos

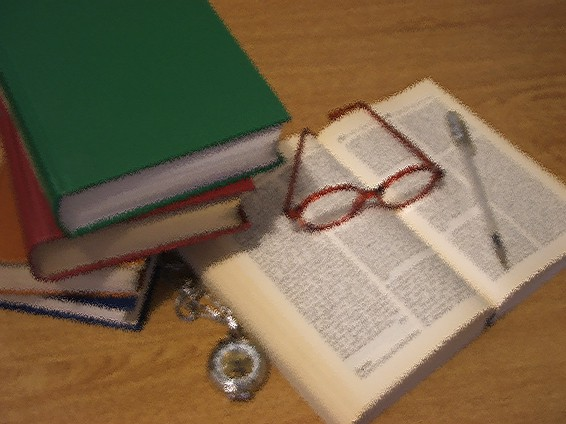
Livros de história são heterotopias temporais pois unem o presente com passado.

Foucault articula vários tipos possíveis de heterotopia ou espaços separados do meio e que expõem significações duais:
- Heterotopia de crise: Refere-se a lugares privilegiados, sagrados ou proibidos, reservados para indivíduos que estão em estado de crise em relação à sociedade em que vivem, destinados a expressão de comportamentos socialmente indesejado longe dos olhos da sociedade. P. ex., motéis, quando usados por amantes, gays e para solteiros em sociedades em que o sexo deve ser apenas entre um marido e sua esposa.
- Heterotopias de desvio: Instituições onde são internados indivíduos cujo comportamento é indesejado. Ex: Hospitais psiquiátricos, asilos, prisões, internatos, enfermarias...
- Heterotopias temporais como museus reúnem objetos de todos os tempos e estilos em um lugar. Eles existem no tempo, mas também existem fora do tempo, porque eles são construídos e preservados para serem fisicamente incapazes de se deteriorar com tempo.
- Heterotopias de purificações são espaços que estão isolados e penetráveis ao público sem permissão usados para se purificar, seja por motivos religiosos, ou meramente por higiene. Ex: Templos religiosos, prisão, sauna.
- Heterotopia de ilusão: Usa objetos reais para criar ilusões e fantasias. Ex: Espelho, livros e filmes de ficção.
- Heterotopia de compensação: Lugar real e único que simula e se relaciona a condições de outro lugar. Um jardim botânico é uma heterotopia porque é um espaço real, mas que simula ser um ambiente diferente, adequando-se às plantas de todo o mundo. Outros exemplos incluem zoológicos, estufas, colônias, enclaves.

## Utopias

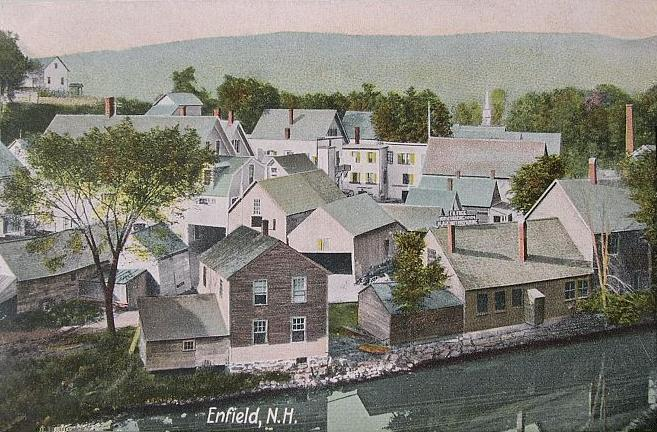
Na tentativa de criar utopias (sociedades perfeitas) diversas heterotopias foram criadas para isolar os desviantes. E a tentativa de sociedade perfeita é em si uma heterotopia de compensação ou de ilusão.

Para Foucault, as utopias recebem atenção especial por persistirem como um ideal de civilização presentes em todas as sociedades. São a causa das heterotopias de desvio, no momento que exigem o isolamento de todos os desviantes, e também uma heterotopia de ilusão por não existirem em lugar algum.
Uma utopia é uma ideia ou uma imagem que não é verdadeira, mas representa uma versão aperfeiçoada da sociedade, tal como o livro de Thomas More ou os desenhos de Le Corbusier. Em geral, uma heterotopia é uma representação física ou a aproximação de uma utopia (como a cidade de Brasília), ou um espaço separado que contém corpos indesejáveis para tornar um verdadeiro espaço utópico possível (como uma prisão).
Foucault usa a ideia de um espelho como uma metáfora de dualidade e contradição, a realidade e a não realidade de projetos utópicos. Um espelho é a metáfora da utopia porque a imagem que você vê nele não existe, mas é também uma heterotopia porque o espelho é um verdadeiro objeto que forma o modo que você se relaciona à sua própria imagem.

## Em geografia
Geógrafos frequentemente conectados à escola pós-modernista têm usado o termo para ajudar a compreender a emergência contemporânea (cultural, social, política, econômica) da diferença e a identidade como uma questão central em grandes cidades multiculturais. A ideia de lugar (mais frequentemente relacionada à etnia e gênero e, menos frequentemente, à questão de classe social) como uma entidade heterotópica vem ganhando destaque no contexto atual de debate teórico (e prática política) pós-moderna e pós-estruturalista em geografia e noutras ciências espaço-sociais.